# Hicham El Aroui
Hicham El Aroui (arab. هشام العروي, ur. 11 stycznia 1990 w Al-Kunajtirze) – marokański piłkarz, grający jako lewy napastnik w KAC Kénitra, którego jest kapitanem.

## Klub

### KAC Kénitra
Zaczynał karierę w KAC Kénitra, do którego przeniósł się 1 lipca 2009 roku.
W sezonie 2011/2012 (pierwszym w bazie Transfermarkt) zagrał 13 meczów, strzelił dwa gole i cztery razy asystował.

### FUS Rabat
1 lipca 2012 roku został zawodnikiem FUS Rabat. W tym zespole debiut zaliczył 16 września 2012 roku w meczu przeciwko Raja Casablanca (porażka 3:0). Grał 80 minut, został zmieniony przez Mamadou Coulibaly'ego. Pierwszego gola i pierwsze asysty zaliczał 2 grudnia 2012 roku w meczu przeciwko Renaissance Berkane (3:0). Pierwszą asystę zaliczył przy bramce Brahima El Bahriego w 50. minucie, następnie przy bramce Abdessalama Benjellouna 9 minut później, a sam trafił do siatki w 89. minucie. W sumie zagrał 73 mecze, strzelił 7 goli i zanotował 9 asyst. Zdobył mistrzostwo i puchar Maroka.

### Rapide Oued Zem
14 stycznia 2018 roku został wypożyczony do Rapide Oued Zem. W tym zespole debiut zaliczył 11 lutego 2018 roku w meczu przeciwko FAR Rabat (porażka 0:1). Zagrał całe spotkanie. Pierwszego gola i asystę strzelił i zaliczył 29 kwietnia 2018 roku w meczu przeciwko Raja Casablanca (wygrana 3:1). Najpierw strzelił gola w 19. minucie, a asystował przy golu Abdoulaye Diarry w 86. minucie. Na wypożyczeniu zagrał 11 meczów, miał gola i asystę.
1 sierpnia 2018 roku dołączył na stałe do Rapide. Zagrał 49 meczów, strzelił 5 goli i zanotował 10 asyst.

### Olympic Safi
20 października 2020 roku przeniósł się do Olympic Safi. Zadebiutował tam 5 grudnia 2020 roku w meczu przeciwko Difaâ El Jadida (wygrana 4:3). W debiucie asystował przy golu Salaheddine Benyachou w 15. minucie. W sumie zagrał 14 meczów i raz asystował.

### Dalsza kariera
1 sierpnia 2021 roku dołączył do Stade Marocain Rabat. 11 grudnia 2021 roku powrócił do KAC Kénitra.